# Николо-Шанга
Николо-Шанга — село в Шарьинском районе Костромской области России. Административный центр Шангского сельского поселения. Население — 643 человека на 2008 год.

## География
Расположено село в центре района, в 7 км к северу от райцентра Шарья, в междуречье Большой и Малой Шанги, высота над уровнем моря 153 м.

## История
Древнее поселение на Ветлуге. Центр одноимённой волости. Название Шанга имеет происхождение от реки Шанги. Приставка «Николо» — от церкви Преображения Господня, построенной в 1806 году. Николаевская — официальное название церкви, с разрешения епархиального начальства присвоенное храму в память о сгоревшей ранее деревянной Николаевской церкви 1785 года постройки.

## Население
| 2008 | 2010 | 2014 |
| ---- | ---- | ---- |
| 615  | ↘581 | ↗649 |

## Инфраструктура
В селе имеется   средняя школа, разбит парк Победы, детский сад, дом культуры, библиотека, амбулатория, психоневрологический диспансер, 3 сельхозпредприятия